# Jägersro Center
Jägersro Center är ett köpcentrum beläget i Malmö invigt 1962. Det är 26 000 kvadratmeter stort samt har 2 000 parkeringsplatser. Köpcentrumet ligger vid korsningen mellan Jägersrovägen och Agnesfridsvägen, mittemot Jägersro Trav & Galopp. Det inrymmer 36 butiker, bland annat Coop Forum, och ett flertal restauranger. Många varuhus finns även i närheten. Köpcentrumet omsätter årligen 950 miljoner kronor och har årligen 5 miljoner kunder. Jägersro Center, som invigdes 1962 under namnet Wessels, var Skandinaviens första stormarknad. 1977 ändrades namnet till B&W.